# Singapura nos Jogos Olímpicos de Verão de 2024
Singapura participou dos Jogos Olímpicos de Verão de 2024, realizados em Paris, na França. Foi a 18.ª aparição do país nos Jogos Olímpicos desde a estreia em Londres 1948, sendo representado por 23 atletas que competiram em onze esportes.
Conquistou uma única medalha, de bronze, com Max Maeder no evento masculino da Formula Kite da vela.

## Medalhas
| Atleta     | Esporte | Evento                 | Medalha |
| ---------- | ------- | ---------------------- | ------- |
| Max Maeder | Vela    | Formula Kite masculino | Bronze  |

## Competidores
Esta foi a participação por modalidade nesta edição:
| Esporte       | Masculino | Feminino | Total |
| ------------- | --------- | -------- | ----- |
| Atletismo     | 1         | 1        | 2     |
| Badminton     | 2         | 2        | 4     |
| Canoagem      | 0         | 1        | 1     |
| Esgrima       | 0         | 2        | 2     |
| Hipismo       | 0         | 1        | 1     |
| Golfe         | 0         | 1        | 1     |
| Remo          | 0         | 1        | 1     |
| Natação       | 1         | 4        | 5     |
| Tênis de mesa | 1         | 2        | 3     |
| Tiro          | 0         | 1        | 1     |
| Vela          | 2         | 0        | 2     |
| Total         | 7         | 16       | 23    |

## Desempenho

### Atletismo
- Q = Qualificado para a próxima fase
- q = Qualificado para a próxima fase como o perdedor mais rápido ou, em eventos de campo, pela posição sem atingir o alvo para qualificação
- N/A = Fase não aplicável para o evento
- Bye = Atleta não precisou disputar aquela fase

Masculino
Eventos de pista
| Atleta           | Evento | Preliminar | Preliminar | Baterias | Baterias | Semifinal   | Semifinal   | Final       | Final       | Ref.  |
| Atleta           | Evento | Tempo      | Pos.       | Tempo    | Pos.     | Tempo       | Pos.        | Tempo       | Pos.        | Ref.  |
| ---------------- | ------ | ---------- | ---------- | -------- | -------- | ----------- | ----------- | ----------- | ----------- | ----- |
| Marc Brian Louis | 100 m  | 10.43      | 3 q        | DNS      | DNS      | Não avançou | Não avançou | Não avançou | Não avançou | [ 5 ] |

Feminino
Eventos de pista
| Atleta         | Evento | Preliminar | Preliminar | Baterias | Baterias | Repescagem | Repescagem | Semifinal   | Semifinal   | Final       | Final       | Ref.  |
| Atleta         | Evento | Tempo      | Pos.       | Tempo    | Pos.     | Tempo      | Pos.       | Tempo       | Pos.        | Tempo       | Pos.        | Ref.  |
| -------------- | ------ | ---------- | ---------- | -------- | -------- | ---------- | ---------- | ----------- | ----------- | ----------- | ----------- | ----- |
| Shanti Pereira | 100 m  | Bye        | Bye        | 11.63    | 7        | N/A        | N/A        | Não avançou | Não avançou | Não avançou | Não avançou | [ 6 ] |
| Shanti Pereira | 200 m  | N/A        | N/A        | 23.21    | 8        | 23.45      | 7          | Não avançou | Não avançou | Não avançou | Não avançou | [ 6 ] |

### Badminton
Masculino
| Atleta       | Evento  | Fase de grupos       | Fase de grupos       | Fase de grupos | Oitavas              | Quartas              | Semifinal            | Final / DB           | Final / DB  | Ref.  |
| Atleta       | Evento  | Adversário Resultado | Adversário Resultado | Pos.           | Adversário Resultado | Adversário Resultado | Adversário Resultado | Adversário Resultado | Pos.        | Ref.  |
| ------------ | ------- | -------------------- | -------------------- | -------------- | -------------------- | -------------------- | -------------------- | -------------------- | ----------- | ----- |
| Loh Kean Yew | Simples | CZE J Louda V 2–0    | ESA U Canjura V 2–0  | 1 Q            | CHN Li S V 2–0       | DEN V Axelsen D 0–2  | Não avançou          | Não avançou          | Não avançou | [ 7 ] |

Feminino
| Atleta      | Evento  | Fase de grupos         | Fase de grupos       | Fase de grupos | Oitavas              | Quartas              | Semifinal            | Final / DB           | Final / DB  | Ref.  |
| Atleta      | Evento  | Adversário Resultado   | Adversário Resultado | Pos.           | Adversário Resultado | Adversário Resultado | Adversário Resultado | Adversário Resultado | Pos.        | Ref.  |
| ----------- | ------- | ---------------------- | -------------------- | -------------- | -------------------- | -------------------- | -------------------- | -------------------- | ----------- | ----- |
| Yeo Jia Min | Simples | EOR D Yavarivafa V 2–0 | MRI K Ludik V 2–0    | 1 Q            | JPN A Ohori D 1–2    | Não avançou          | Não avançou          | Não avançou          | Não avançou | [ 8 ] |

Misto
| Atleta                | Evento | Fase de grupos           | Fase de grupos             | Fase de grupos           | Fase de grupos | Oitavas              | Quartas              | Semifinal            | Final / DB           | Final / DB  | Ref.         |
| Atleta                | Evento | Adversário Resultado     | Adversário Resultado       | Adversário Resultado     | Pos.           | Adversário Resultado | Adversário Resultado | Adversário Resultado | Adversário Resultado | Pos.        | Ref.         |
| --------------------- | ------ | ------------------------ | -------------------------- | ------------------------ | -------------- | -------------------- | -------------------- | -------------------- | -------------------- | ----------- | ------------ |
| Terry Hee Jessica Tan | Duplas | MAS Chen T / Toh E D 0–2 | CHN Feng Y / Huang D D 0–2 | USA V Chiu / J Gai V 2–0 | 3              | —                    | Não avançou          | Não avançou          | Não avançou          | Não avançou | [ 9 ] [ 10 ] |

### Canoagem

#### Velocidade
Feminino
| Atleta         | Evento    | Eliminatórias | Eliminatórias | Quartas | Quartas | Semifinal | Semifinal | Final   | Final | Ref.   |
| Atleta         | Evento    | Tempo         | Pos.          | Tempo   | Pos.    | Tempo     | Pos.      | Tempo   | Pos.  | Ref.   |
| -------------- | --------- | ------------- | ------------- | ------- | ------- | --------- | --------- | ------- | ----- | ------ |
| Stephenie Chen | K-1 500 m | 1:58.52       | 5             | 1:53.88 | 5       | 1:55.15   | 6 FC      | 1:56.55 | 23    | [ 11 ] |

Legenda: FA = Final A (disputa de medalha); FB = Final B (sem disputa de medalha); FC = Final C (sem disputa de medalha)

### Esgrima
Feminino
| Atleta         | Evento  | Fase de 64           | Fase de 32              | Oitavas de final     | Quartas de final     | Semifinal            | Final                | Final       | Ref.   |
| Atleta         | Evento  | Adversário Resultado | Adversário Resultado    | Adversário Resultado | Adversário Resultado | Adversário Resultado | Adversário Resultado | Pos.        | Ref.   |
| -------------- | ------- | -------------------- | ----------------------- | -------------------- | -------------------- | -------------------- | -------------------- | ----------- | ------ |
| Kiria Tikanah  | Espada  | PER M Doig V 15–14   | ITA A Santuccio D 10–15 | Não avançou          | Não avançou          | Não avançou          | Não avançou          | Não avançou | [ 12 ] |
| Amita Berthier | Florete | Bye                  | USA L Scruggs D 13–15   | Não avançou          | Não avançou          | Não avançou          | Não avançou          | Não avançou | [ 13 ] |

### Golfe
Feminino
| Atleta      | Evento     | Rodada 1 | Rodada 2 | Rodada 3 | Rodada 4 | Total | Total | Total | Ref.   |
| Atleta      | Evento     | Total    | Total    | Total    | Total    | Total | Par   | Pos.  | Ref.   |
| ----------- | ---------- | -------- | -------- | -------- | -------- | ----- | ----- | ----- | ------ |
| Shannon Tan | Individual | 78       | 70       | 73       | 74       | 295   | +7    | 40    | [ 14 ] |

### Hipismo

#### Adestramento
| Atleta        | Cavalo  | Evento     | Grand Prix | Grand Prix | Grand Prix Special | Grand Prix Special | Grand Prix Freestyle | Grand Prix Freestyle | Geral       | Geral       | Ref.   |
| Atleta        | Cavalo  | Evento     | Total      | Pos.       | Total              | Pos.               | Técnico              | Artístico            | Total       | Pos.        | Ref.   |
| ------------- | ------- | ---------- | ---------- | ---------- | ------------------ | ------------------ | -------------------- | -------------------- | ----------- | ----------- | ------ |
| Caroline Chew | Zatchmo | Individual | 63.351     | 56         | —                  | —                  | Não avançou          | Não avançou          | Não avançou | Não avançou | [ 15 ] |

### Natação
Masculino
| Atleta       | Evento      | Eliminatórias | Eliminatórias | Semifinal   | Semifinal   | Final       | Final       | Ref.   |
| Atleta       | Evento      | Tempo         | Pos.          | Tempo       | Pos.        | Tempo       | Pos.        | Ref.   |
| ------------ | ----------- | ------------- | ------------- | ----------- | ----------- | ----------- | ----------- | ------ |
| Jonathan Tan | 50 m livre  | 22.26         | 32            | Não avançou | Não avançou | Não avançou | Não avançou | [ 16 ] |
| Jonathan Tan | 100 m livre | 49.60         | 38            | Não avançou | Não avançou | Não avançou | Não avançou | [ 16 ] |

Feminino
| Atleta                                               | Evento         | Eliminatórias | Eliminatórias | Semifinal   | Semifinal   | Final       | Final       | Ref.                        |
| Atleta                                               | Evento         | Tempo         | Pos.          | Tempo       | Pos.        | Tempo       | Pos.        | Ref.                        |
| ---------------------------------------------------- | -------------- | ------------- | ------------- | ----------- | ----------- | ----------- | ----------- | --------------------------- |
| Gan Ching Hwee                                       | 800 m livre    | 8:32.37       | 11            | —           | —           | Não avançou | Não avançou | [ 17 ]                      |
| Gan Ching Hwee                                       | 1500 m livre   | 16:10:13      | 9             | —           | —           | Não avançou | Não avançou | [ 17 ]                      |
| Letitia Sim                                          | 100 m peito    | 1:07.75       | 25            | Não avançou | Não avançou | Não avançou | Não avançou | [ 18 ]                      |
| Letitia Sim                                          | 200 m peito    | 2:29.46       | 22            | Não avançou | Não avançou | Não avançou | Não avançou | [ 18 ]                      |
| Gan Ching Hwee Quah Jing Wen Letitia Sim Levenia Sim | 4x100 m medley | 4:05.58       | 14            | —           | —           | Não avançou | Não avançou | [ 17 ] [ 18 ] [ 19 ] [ 20 ] |

### Remo
Feminino
| Atleta          | Evento        | Baterias | Baterias | Repescagem | Repescagem | Quartas | Quartas | Semifinais | Semifinais | Final   | Final | Ref.   |
| Atleta          | Evento        | Tempo    | Pos.     | Tempo      | Pos.       | Tempo   | Pos.    | Tempo      | Pos.       | Tempo   | Pos.  | Ref.   |
| --------------- | ------------- | -------- | -------- | ---------- | ---------- | ------- | ------- | ---------- | ---------- | ------- | ----- | ------ |
| Saiyidah Aisyah | Skiff simples | 8:17.04  | 5 R      | 8:23.03    | 4 S/EF     | —       | —       | 8:47.41    | 2 FE       | 8:03.29 | 28    | [ 21 ] |

### Tênis de mesa
Masculino
| Atleta     | Evento  | Preliminar           | Primeira rodada      | Segunda rodada       | Oitavas de final     | Quartas de final     | Semifinal            | Final                | Final       | Ref.   |
| Atleta     | Evento  | Adversário Resultado | Adversário Resultado | Adversário Resultado | Adversário Resultado | Adversário Resultado | Adversário Resultado | Adversário Resultado | Pos.        | Ref.   |
| ---------- | ------- | -------------------- | -------------------- | -------------------- | -------------------- | -------------------- | -------------------- | -------------------- | ----------- | ------ |
| Izaac Quek | Simples | Bye                  | SLO D Jorgić D 2–4   | Não avançou          | Não avançou          | Não avançou          | Não avançou          | Não avançou          | Não avançou | [ 22 ] |

Feminino
| Atleta      | Evento  | Preliminar           | Primeira rodada       | Segunda rodada       | Oitavas de final     | Quartas de final     | Semifinal            | Final                | Final       | Ref.   |
| Atleta      | Evento  | Adversário Resultado | Adversário Resultado  | Adversário Resultado | Adversário Resultado | Adversário Resultado | Adversário Resultado | Adversário Resultado | Pos.        | Ref.   |
| ----------- | ------- | -------------------- | --------------------- | -------------------- | -------------------- | -------------------- | -------------------- | -------------------- | ----------- | ------ |
| Zeng Jian   | Simples | Bye                  | CRO I Malobabić V 4–3 | IND S Akula D 2–4    | Não avançou          | Não avançou          | Não avançou          | Não avançou          | Não avançou | [ 23 ] |
| Zhou Jingyi | Simples | Bye                  | ROU B Szőcs D 1–4     | Não avançou          | Não avançou          | Não avançou          | Não avançou          | Não avançou          | Não avançou | [ 24 ] |

### Tiro
Feminino
| Atleta       | Evento             | Qualificação | Qualificação | Final       | Final       | Ref.   |
| Atleta       | Evento             | Marca        | Pos.         | Marca       | Pos.        | Ref.   |
| ------------ | ------------------ | ------------ | ------------ | ----------- | ----------- | ------ |
| Teh Xiu Hong | Pistola livre 25 m | 583          | 12           | Não avançou | Não avançou | [ 25 ] |
| Teh Xiu Hong | Pistola de ar 10 m | 567          | 32           | Não avançou | Não avançou | [ 25 ] |

### Vela
Eventos com regata da medalha
| Atleta  | Evento | Regatas | Regatas | Regatas | Regatas | Regatas | Regatas | Regatas | Regatas | Regatas | Regatas | Regatas | Regatas | Regatas | Regatas | Regatas | Regatas | Pontos | Pos. | Ref.   |
| Atleta  | Evento | 1       | 2       | 3       | 4       | 5       | 6       | 7       | 8       | 9       | 10      | 11      | 12      | 13      | 14      | 15      | M*      | Pontos | Pos. | Ref.   |
| ------- | ------ | ------- | ------- | ------- | ------- | ------- | ------- | ------- | ------- | ------- | ------- | ------- | ------- | ------- | ------- | ------- | ------- | ------ | ---- | ------ |
| Ryan Lo | Laser  | 15      | 8       | 11      | 29      | 23      | 25      | 44      | 27      | —       | —       | —       | —       | —       | —       | —       | EL      | 138    | 25   | [ 26 ] |

Eventos de eliminação
| Atleta            | Evento                 | Série de abertura | Série de abertura | Série de abertura | Série de abertura | Série de abertura | Série de abertura | Série de abertura | Série de abertura | Série de abertura | Série de abertura | Série de abertura | Série de abertura | Série de abertura | Série de abertura | Série de abertura | Série de abertura | Série de abertura | Série de abertura | Série de abertura | Série de abertura | Série de abertura | Série de abertura | Quartas | Semifinal | Final | Pos.              | Ref.   |
| Atleta            | Evento                 | 1                 | 2                 | 3                 | 4                 | 5                 | 6                 | 7                 | 8                 | 9                 | 10                | 11                | 12                | 13                | 14                | 15                | 16                | 17                | 18                | 19                | 20                | Pontos            | Pos.              | Quartas | Semifinal | Final | Pos.              | Ref.   |
| ----------------- | ---------------------- | ----------------- | ----------------- | ----------------- | ----------------- | ----------------- | ----------------- | ----------------- | ----------------- | ----------------- | ----------------- | ----------------- | ----------------- | ----------------- | ----------------- | ----------------- | ----------------- | ----------------- | ----------------- | ----------------- | ----------------- | ----------------- | ----------------- | ------- | --------- | ----- | ----------------- | ------ |
| Maximilian Maeder | Formula Kite masculino | 5                 | 1                 | 2                 | 21                | 3                 | 10                | 4                 | Cancelado         | Cancelado         | Cancelado         | Cancelado         | Cancelado         | Cancelado         | Cancelado         | Cancelado         | Cancelado         | —                 | —                 | —                 | —                 | 15                | 2 Q               | —       | Bye       | 1 V   | Medalha de bronze | [ 27 ] |